# Port de Sõru
Le port de Sõru (estonien : Sõru sadam, code EE SRU)  est un port à Pärna dans l'île d'Hiiumaa en Estonie ,.

## Présentation
Le port est situé près du détroit de Soela. 
Depuis le port de Sõru, une voie navigable mène au port de Triigi à Saaremaa.
Les traversées régulières ont débuté le 19 mai 1999.
Le port de Sõru est le port d'attache du voilier trois-mâts Alar, construit à Hiiumaa en 1939..

## Galerie

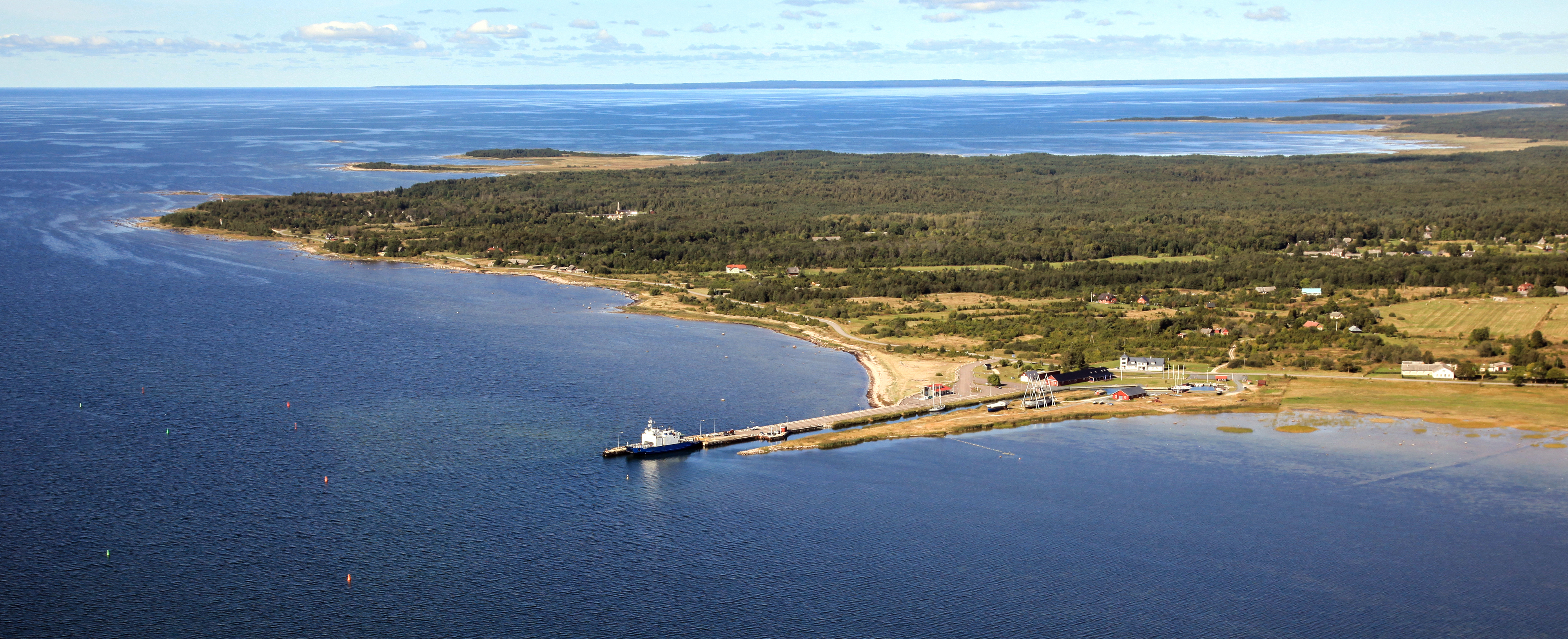
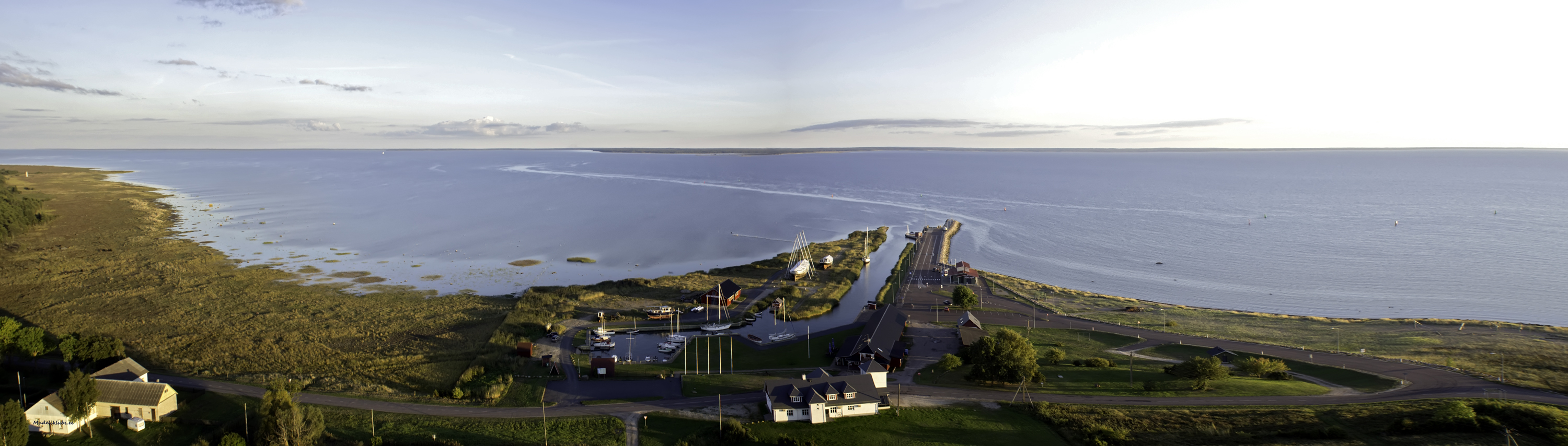
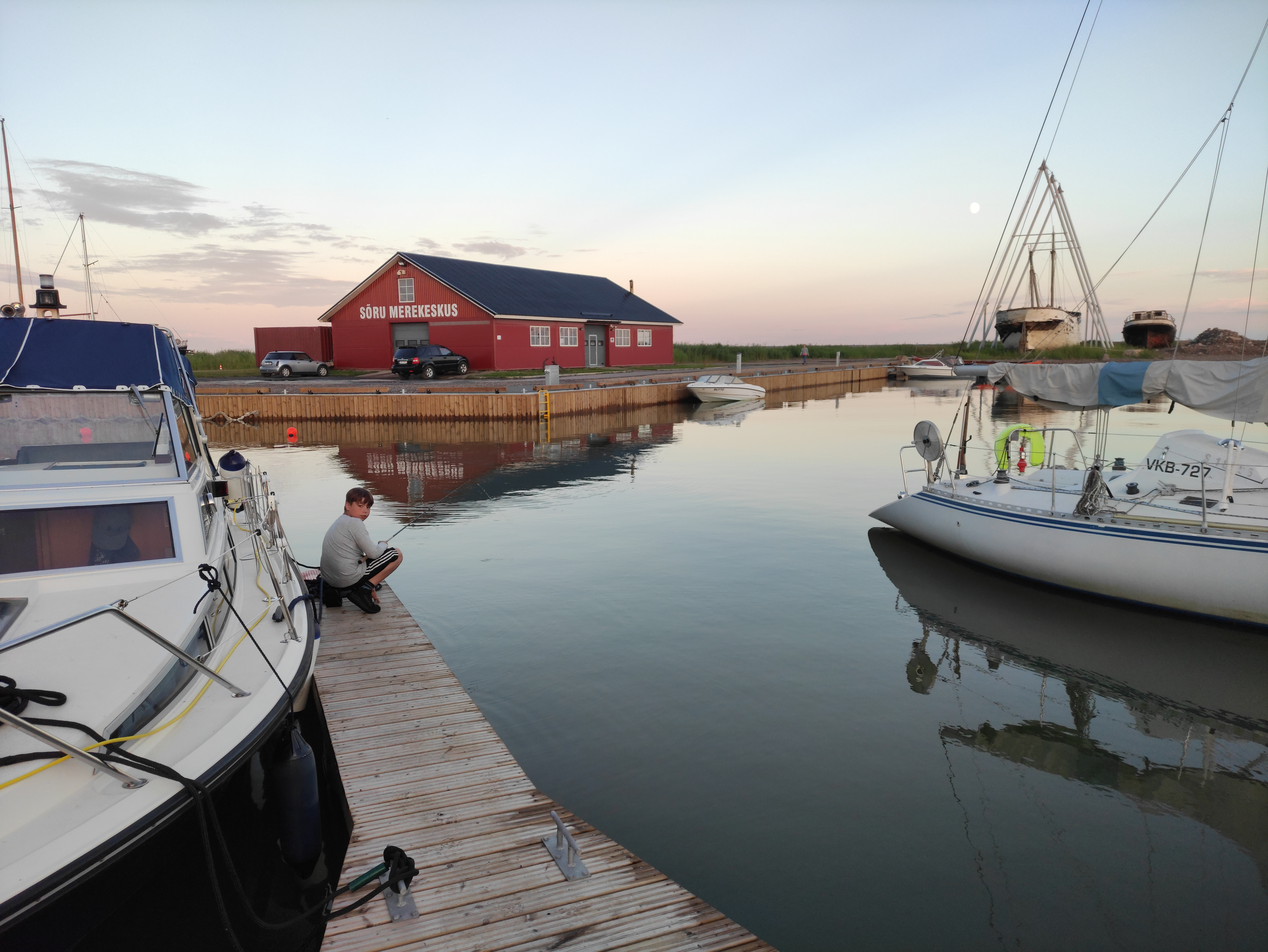
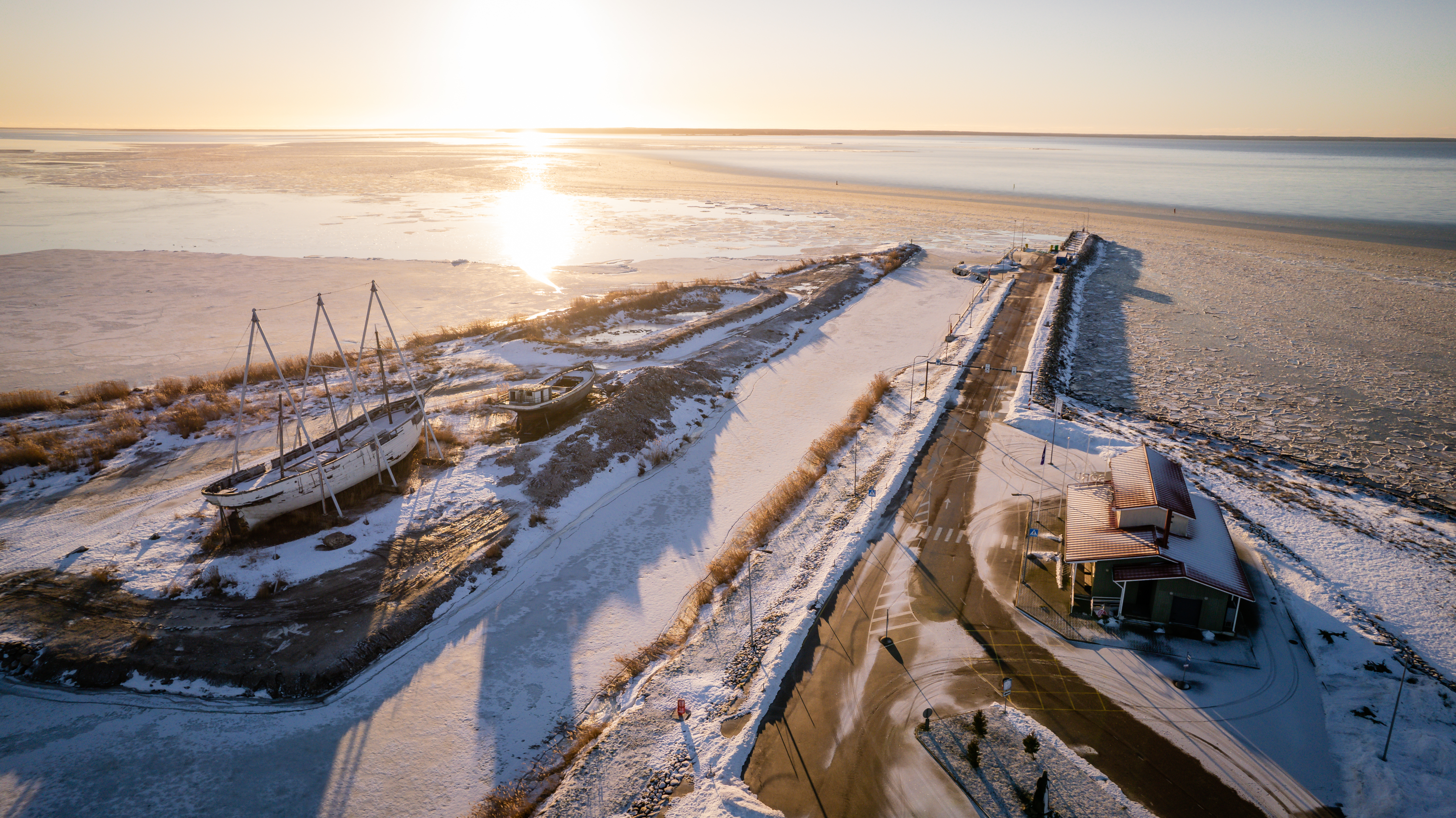